# Classificació dels joves al Tour de França

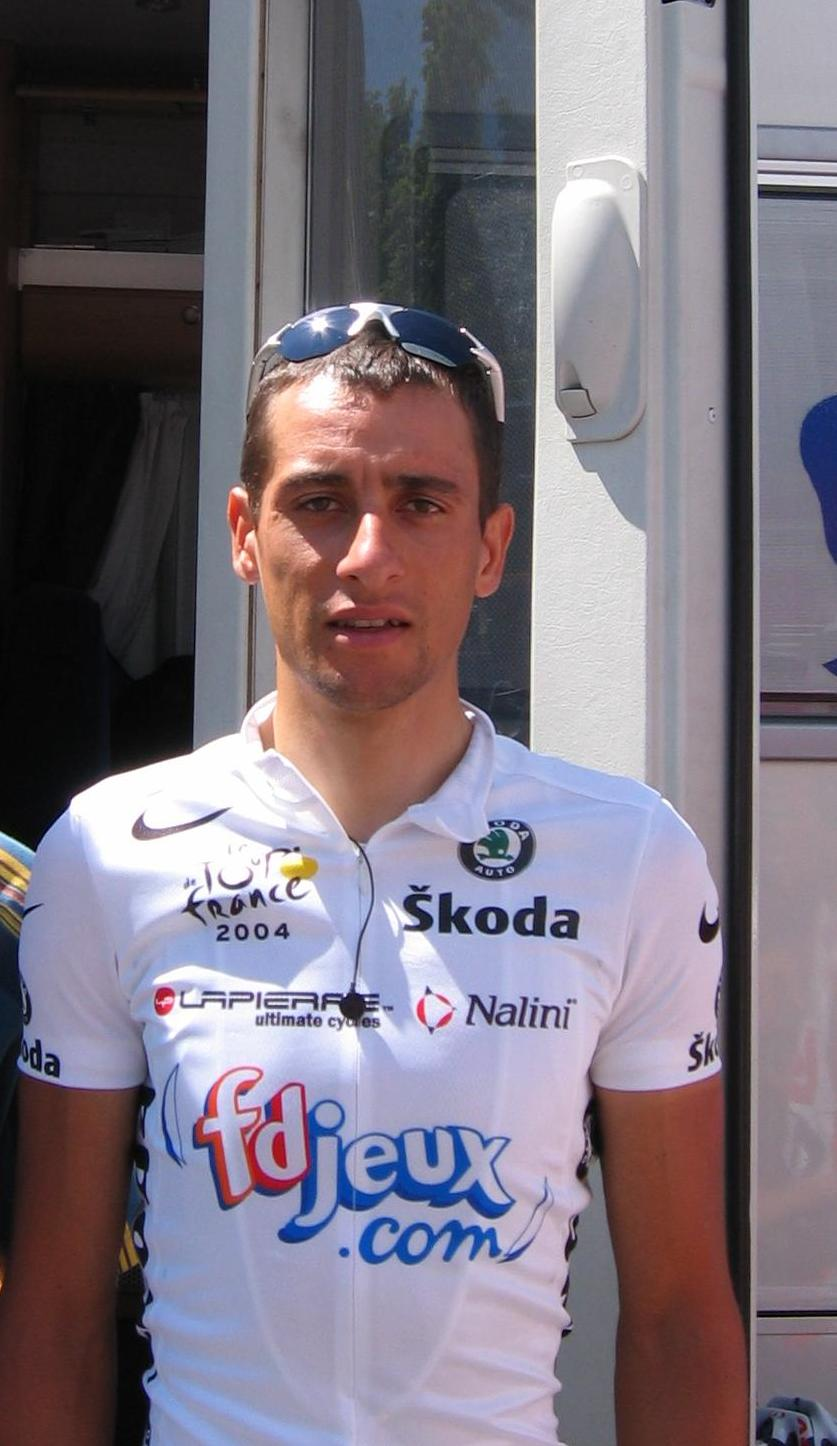
El mallot blanc del Tour de França de 2004 vestit per Sandy Casar.

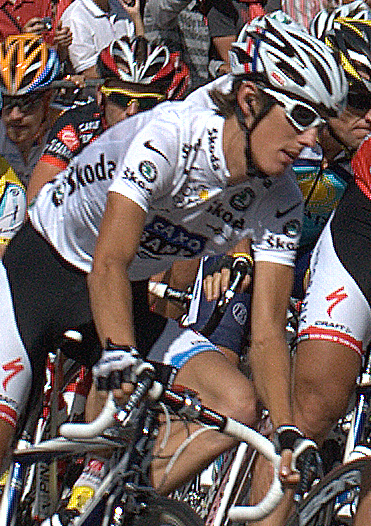
Andy Schleck, amb el mallot blanc del Tour 2009.

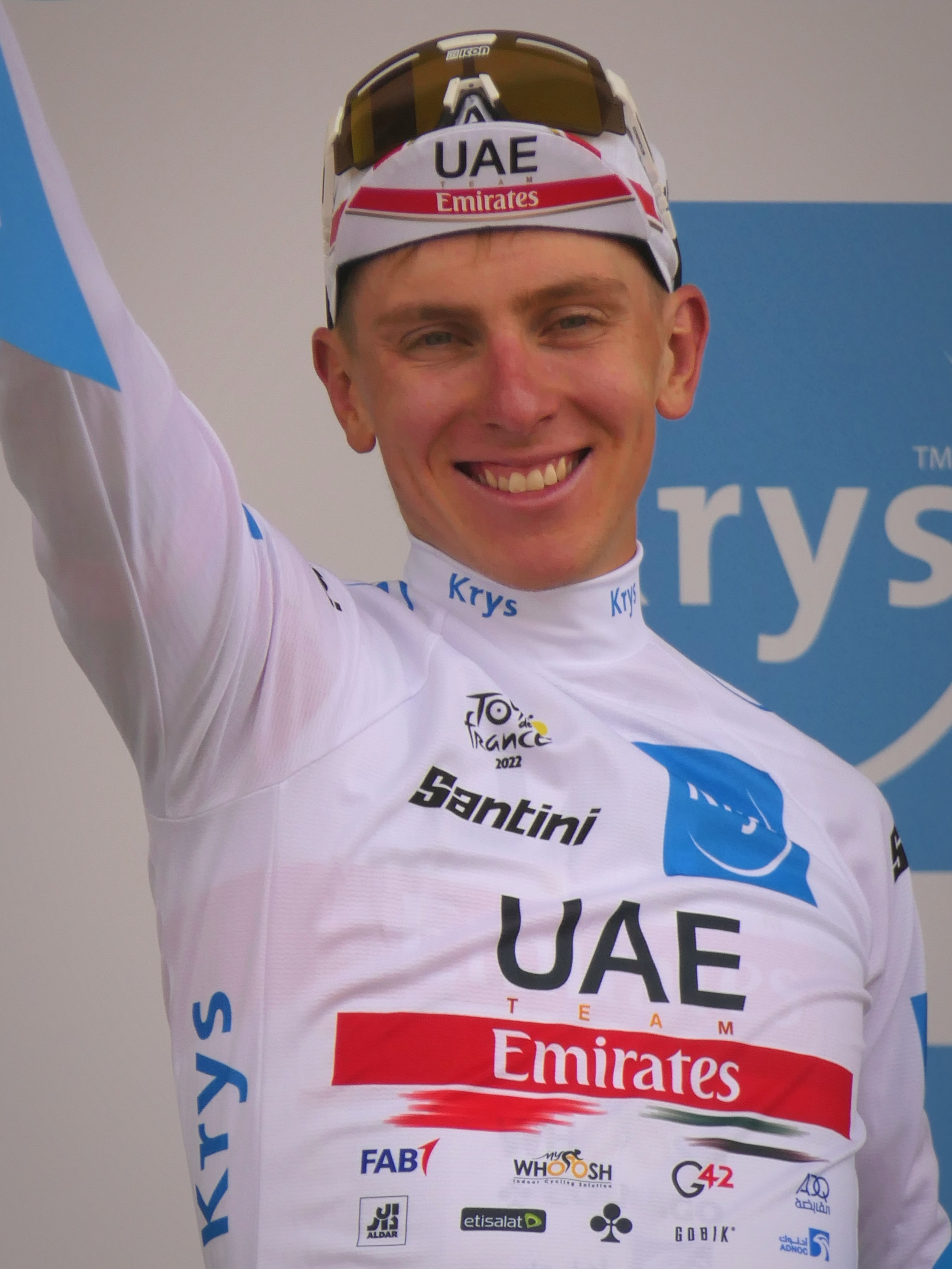
Tadej Pogačar, l'únic corredor en guanyar la classificació quatre vegades.

La Classificació dels joves del Tour de França és una classificació secundària del Tour de França creada el 1975 que recompensa el ciclista menor de 26 anys millor classificat en la classificació general. El líder d'aquesta classificació es diferencia amb un mallot de color blanc. Entre 1989 i 1999 es va deixar de donar el mallot; però no la classificació, tornant-se a recuperar el 2000.

## Història
Entre 1968 i 1974 el Tour de França entregà un mallot blanc al líder de la classificació de la combinada. El 1975 aquesta classificació fou suprimida i substituïda per la classificació del millor jove. En ella hi podien participar tots els ciclistes neo-professionals (professional amb menys de tres anys d'antiguitat) i era calculada a partir de la classificació general. El líder de la classificació dels joves és recompensat amb un mallot blanc.
Les regles relatives a aquesta classificació canviaren el 1983, moment en què aquesta classificació quedà limitada sols als ciclistes que disputaven el Tour de França per primera vegada. El 1987 la classificació quedà oberta als ciclistes menors de 26 anys a comptar a partir de l'1 de gener de l'any en curs. Entre el 1989 i el 1999 el mallot no s'entregà, però sí que existia la classificació. El 2000 es va reintroduir el mallot blanc per identificar-ne el líder..

## Palmarès
Des que es va instaurar la classificació dels joves, el 1975, ha estat guanyada per 40 ciclistes diferents. D'aquests, vuit van guanyar també la classificació general durant la seva carrera esportiva (Fignon, LeMond, Pantani, Ullrich, Contador, Schleck, Bernal i Pogačar) i sis van fer el doblet mallot groc-mallot blanc el mateix any: Fignon (1983), Ullrich (1997), Contador (2007), Schleck (2010), Bernal (2019) i Pogačar (2020 i 2021). Nairo Quintana fou el primer a guanyar la classificació dels joves i de la muntanya el mateix any (2013), fet que Pogačar va aconseguir també el 2020 i 2021.
Tadej Pogačar és el vencedor més jove de la classificació, ja que quan la guanyà el 2020 tan sols tenia 21 anys i 364 dies, superant Egan Bernal, que havia guanyat el 2019 amb 22 anys i 196 dies i Jan Ullrich el 1996, que ho feu amb 22 anys i 232 dies. També és qui l'ha guanyada en més ocasions (4).
| Any  | Ciclista                       | Equip                  | Temps        | Altres mallots   | Classificació general |
| ---- | ------------------------------ | ---------------------- | ------------ | ---------------- | --------------------- |
| 1975 | Francesco Moser (ITA)          | Filotex                | 114h 59' 44" | -                | #7                    |
| 1976 | Enrique Martínez Heredia (ESP) | KAS-Campagnolo         | 117h 07' 13" | -                | #23                   |
| 1977 | Dietrich Thurau (GER)          | TI-Raleigh             | 115h 50' 54" | -                | #5                    |
| 1978 | Henk Lubberding (NED)          | TI-Raleigh             | 112h 20' 28" | -                | #8                    |
| 1979 | Jean-René Bernaudeau (FRA)     | Renault-Gitane         | 103h 39' 33" | -                | #5                    |
| 1980 | Johan van der Velde (NED)      | TI-Raleigh             | 109h 44' 42" | -                | #12                   |
| 1981 | Peter Winnen (NED)             | Capri Sonne            | 96h 40' 04"  | -                | #5                    |
| 1982 | Phil Anderson (AUS)            | Peugeot-Shell-Michelin | 92h 21' 02"  | -                | #5                    |
| 1983 | Laurent Fignon (FRA)           | Renault-Elf            | 105h 07' 52" | General          | #1                    |
| 1984 | Greg LeMond (EUA)              | Renault-Elf            | 112h 15' 26" | -                | #3                    |
| 1985 | Fabio Parra (COL)              | Café de Colombia       | 113h 37' 58" | -                | #8                    |
| 1986 | Andrew Hampsten (EUA)          | La Vie Claire-Radar    | 110h 54' 03" | -                | #4                    |
| 1987 | Raúl Alcalá (MEX)              | 7 Eleven               | 115h 49' 31" | -                | #9                    |
| 1988 | Erik Breukink (NED)            | Panasonic-Isostar      | 84h 59' 07"  | -                | #12                   |
| 1989 | Fabrice Philipot (FRA)         | Toshiba-Kärcher-Look   | 88h 23' 18"  | -                | #24                   |
| 1990 | Gilles Delion (FRA)            | Helvetia-La Suisse     | 91h 00' 17"  | -                | #15                   |
| 1991 | Álvaro Mejía (COL)             | Ryalcao-Postobon       | 101h 35' 12" | -                | #19                   |
| 1992 | Eddy Bouwmans (NED)            | Panasonic-Sportlife    | 101h 18' 05" | -                | #14                   |
| 1993 | Antonio Martín Velasco (ESP)   | Amaya Seguros          | 96h 27' 00"  | -                | #12                   |
| 1994 | Marco Pantani (ITA)            | Carrera Jeans-Tassoni  | 100h 45' 57" | -                | #3                    |
| 1995 | Marco Pantani (ITA)            | Carrera Jeans-Tassoni  | 93h 11' 19"  | -                | #13                   |
| 1996 | Jan Ullrich (GER)              | Team Telekom           | 95h 58' 57"  | -                | #2                    |
| 1997 | Jan Ullrich (GER)              | Team Telekom           | 100h 30' 35" | General          | #1                    |
| 1998 | Jan Ullrich (GER)              | Team Telekom           | 92h 53' 07"  | -                | #2                    |
| 1999 | Benoît Salmon (FRA)            | Casino                 | 92h 01' 15"  | -                | #16                   |
| 2000 | Francisco Mancebo (ESP)        | Banesto                | 92h 51' 17"  | -                | #9                    |
| 2001 | Óscar Sevilla (ESP)            | Kelme-Costa Blanca     | 86h 35' 58"  | -                | #7                    |
| 2002 | Ivan Basso (ITA)               | Fassa Bortolo          | 82h 24' 30"  | -                | #11                   |
| 2003 | Denís Menxov (RUS)             | iBanesto.com           | 84h 00' 56"  | -                | #11                   |
| 2004 | Vladímir Karpets (RUS)         | Illes Balears-Banesto  | 84h 01' 13"  | -                | #13                   |
| 2005 | Iaroslav Popòvitx (UKR)        | Discovery Channel      | 86h 34' 04"  | -                | #12                   |
| 2006 | Damiano Cunego (ITA)           | Lampre-Fondital        | 89h 58' 49"  | -                | #12                   |
| 2007 | Alberto Contador (ESP)         | Discovery Channel      | 91h 00' 26"  | General          | #1                    |
| 2008 | Andy Schleck (LUX)             | CSC-Saxo Bank          | 88h 04' 24"  | -                | #12                   |
| 2009 | Andy Schleck (LUX)             | Saxo Bank              | 85h 52' 46"  | -                | #2                    |
| 2010 | Andy Schleck (LUX)             | Saxo Bank              | 91h 59' 27"  | General          | #1                    |
| 2011 | Pierre Rolland (FRA)           | Team Europcar          | 86h 23' 05"  | -                | #10                   |
| 2012 | Tejay van Garderen (EUA)       | BMC Racing Team        | 87h 45' 51"  | -                | #5                    |
| 2013 | Nairo Quintana (COL)           | Movistar Team          | 84h 01' 00"  | Muntanya         | #2                    |
| 2014 | Thibaut Pinot (FRA)            | FDJ                    | 90h 07' 21"  | -                | #3                    |
| 2015 | Nairo Quintana (COL)           | Movistar Team          | 87h 47' 26"  | -                | #2                    |
| 2016 | Adam Yates (GBR)               | Orica-BikeExchange     | 89h 09' 30"  | -                | #4                    |
| 2017 | Simon Yates (GBR)              | Orica-Scott            | 86h 27' 09"  | -                | #8                    |
| 2018 | Pierre Latour (FRA)            | AG2R La Mondiale       | 83h 39' 26"  | -                | #13                   |
| 2019 | Egan Bernal (COL)              | Team Ineos             | 79h 52' 52"  | General          | #1                    |
| 2020 | Tadej Pogačar (SLO)            | UAE Team Emirates      | 87h 20' 07"  | General Muntanya | #1                    |
| 2021 | Tadej Pogačar (SLO)            | UAE Team Emirates      | 82h 56' 36"  | General Muntanya | #1                    |
| 2022 | Tadej Pogačar (SLO)            | UAE Team Emirates      | 79h 36' 03"  | -                | #2                    |
| 2023 | Tadej Pogačar (SLO)            | UAE Team Emirates      | 82h 13' 11"  | -                | #2                    |
| 2024 | Remco Evenepoel (BEL)          | Soudal Quick-Step      | 83h 48' 14"  | -                | #3                    |
| 2025 | Florian Lipowitz (GER)         | Red Bull-Bora          | 76h 11' 32"  | -                | #3                    |

## Victòries per país
| Pos. | País          | Vencedor més recent | Any  | Vict. |
| ---- | ------------- | ------------------- | ---- | ----- |
| 1    | França        | Thibaut Pinot       | 2014 | 7     |
| 2    | Itàlia        | Damiano Cunego      | 2006 | 5     |
| 2    | Països Baixos | Eddy Bouwmans       | 1992 | 5     |
| 2    | Espanya       | Alberto Contador    | 2007 | 5     |
| 2    | Colòmbia      | Egan Bernal         | 2019 | 5     |
| 2    | Alemanya      | Florian Lipowitz    | 2025 | 5     |
| 7    | Eslovènia     | Tadej Pogačar       | 2023 | 4     |
| 8    | Luxemburg     | Andy Schleck        | 2010 | 3     |
| 8    | Estats Units  | Tejay van Garderen  | 2012 | 3     |
| 10   | Rússia        | Vladímir Karpets    | 2004 | 2     |
| 10   | Regne Unit    | Simon Yates         | 2017 | 2     |
| 12   | Austràlia     | Phil Anderson       | 1982 | 1     |
| 12   | Mèxic         | Raúl Alcalá         | 1987 | 1     |
| 12   | Ucraïna       | Iaroslav Popòvitx   | 2005 | 1     |
| 12   | Bèlgica       | Remco Evenepoel     | 2024 | 1     |